# 니키 짐링
니키 디게 짐링(덴마크어: Niki Dige Zimling, 1985년 4월 19일 ~ )은 덴마크의 전 프로 축구 선수이자 현재 AGF의 U-19 감독이다.
그는 2006년 덴마크 U-21 올해의 인재로 선정되었으며, 덴마크 국가대표팀에서 24경기에 출전했다.

## 구단 경력

### 브뢴비 IF
덴마크 토른뷔에서 태어난 짐링은 네 살 때 AB 70에서 축구 경력을 시작했다. 그 후 짐링은 토른뷔 볼클뤼브, 프레마드 아마게르, 키외벤하운스 볼클뤼브에 합류한 후 브뢴비 유소년 팀에 합류했다.

### 에스비에르 fB
2004-05년 시즌이 끝난 후 계약이 만료된 짐링은 2005년 8월 18일, 브뢴비를 덴마크 수페르리가 라이벌 에스비에르 fB로 떠나 클럽과 3년 계약을 체결하기로 결정했다. 에스비에르 fB는 이적이 공식화되기 한 달 전에 그를 영입하는 데 관심이 있었다.

### 우디네세
2008년 12월 계약이 만료될 예정이었던 2008년 7월 20일, 짐링이 자유 이적으로 세리에 A 클럽 우디네세로 이적할 것이며 1월에 클럽에 합류할 것이라고 발표되었다. 클럽은 짐링이 에스비에르 fB에서 뛰는 동안 그를 영입하는 데 관심을 보였다. 한때 에스비에르 fB와 우디네세는 모두 8월에 짐링의 이적을 신속하게 추진하기로 합의했지만, 보상 때문에 성사되지 못했다.

### 클뤼프 브뤼허
2011년 5월 27일, 짐링은 벨기에 클럽 클뤼프 브뤼허와 약 50만 유로로 추정되는 4년 계약을 체결했다. 클럽에 합류한 후, 그는 클뤼프 브뤼허를 "빅 클럽"이라고 묘사하며 그들의 호감에 대해 이야기했다.

### 마인츠 05
벨기에에서 2년을 보낸 후, 짐링은 분데스리가 클럽 마인츠 05와 4년 계약을 맺고 2017년까지 계약을 유지하게 되었으며, 계약 금액은 약 175만 파운드로 추정된다. 클럽에 합류한 후, 그는 마인츠 05에 합류하는 것이 자신의 경력의 다음 단계라고 말했다.

## 국가대표팀 경력
2006년 11월 12일, 짐링은 처음으로 덴마크 국가대표팀에 소집되었지만 부상으로 인해 기권했다. 2010년 11월 11일, 2년 반의 기다림 끝에 체코와의 친선 경기에서 덴마크 국가대표팀에 복귀하여 두 번째 국가대표팀 경기를 치렀다. 짐링은 2010년 11월 17일, 체코와의 경기에서 2년 만에 처음으로 덴마크 국가대표팀에 출전했으며, 0-0 무승부에서 69분 교체 선수로 출전했다. 덴마크가 아이슬란드를 상대해야 할 때 다시 소집되었고 크리스티안 포울센이 경기력이 부족해 처음부터 경기에 출전했다. 짐링은 2011년 6월 4일, 아이슬란드와의 경기에서 국가대표팀에 첫 선발 출전하여 전체 경기를 소화하며 2-0 승리를 거두었다. 그는 덴마크 미드필더로서 어린 시절 친구인 빌리암 크비스트와 함께 나머지 출전 자격을 얻었고, 덴마크는 UEFA 유로 2012에 출전했다.
2012년 5월, 짐링은 UEFA 유로 2012 최종 명단에 이름을 올렸다. 그러나 2012년 6월 8일, 덴마크 국가대표팀 훈련 중 발가락 부상을 당해 대회 출전 가능성이 불투명해졌다. 하지만 짐링은 주사를 맞고 2012년 6월 9일, 네덜란드를 상대로 UEFA 유로 2012에 처음 출전했으며, 대회 전체 경기를 선발로 출전해 국가대표팀이 1-0으로 승리했다.